# قائمة أنواع اللاميناريا
يوجد عدة أنواع من جنس اللاميناريا:	 
- لاميناريا إصبعية (الاسم العلمي: Laminaria digitata)
- لاميناريا أحادية الظلفة (الاسم العلمي: Laminaria solidungula)
- لاميناريا أغاردية (الاسم العلمي: Laminaria agardhii)
- لاميناريا أقصى الشمال (الاسم العلمي: Laminaria hyperborea)
- لاميناريا باهتة (الاسم العلمي: Laminaria pallida)
- لاميناريا برازيلية (الاسم العلمي: Laminaria brasiliensis)
- لاميناريا روبرشتية (الاسم العلمي: Laminaria ruprechtii)
- لاميناريا رودريغيزية (الاسم العلمي: Laminaria rodriguezii)
- لاميناريا سنكليرية (الاسم العلمي: Laminaria sinclairii)
- لاميناريا سوداء الساق (الاسم العلمي: Laminaria nigripes)
- لاميناريا سيتشيلية (الاسم العلمي: Laminaria setchellii)
- لاميناريا شيطانية (الاسم العلمي: Laminaria diabolica)
- لاميناريا شيكوريانية (الاسم العلمي: Laminaria cichorioides)
- لاميناريا صفراء (الاسم العلمي: Laminaria ochroleuca)
- لاميناريا طولى (الاسم العلمي: Laminaria longissima)
- لاميناريا طويلة الساق (الاسم العلمي: Laminaria longipes)
- لاميناريا عابرة (الاسم العلمي: Laminaria ephemera)
- لاميناريا غورية (الاسم العلمي: Laminaria abyssalis)
- لاميناريا فرلوية (الاسم العلمي: Laminaria farlowii)
- لاميناريا قلبية (الاسم العلمي: Laminaria cordata)
- لاميناريا مسطحة الأجزاء (الاسم العلمي: Laminaria platymeris)
- لاميناريا منتفخة (الاسم العلمي: Laminaria bullata)
- لاميناريا منحنية الجذور (الاسم العلمي: Laminaria inclinatorhiza)
- لاميناريا منطبقة الجذور (الاسم العلمي: Laminaria appressirhiza)
- لاميناريا يزونية (الاسم العلمي: Laminaria yezoensis)
- لاميناريا يندوانية (الاسم العلمي: Laminaria yendoana)